# 楠川幸子
楠川 幸子（くすかわ さちこ）は、イギリスの科学史家。ケンブリッジ大学名誉教授。

## 人物・経歴
1986年国際基督教大学教養学部人文科学科卒業。ケンブリッジ大学トリニティ・カレッジ大学院で哲学修士号、科学史博士号を取得後、ケンブリッジ大学クライスツ・カレッジ・リサーチ・フェローを経て、1997年ケンブリッジ大学トリニティ・カレッジ・ティーチング・フェロー。2004年同チューター。2014年"Picturing the book of nature: image, text, and argument in sixteenth-century human anatomy and medical botany"でファイザー賞（科学史部門）受賞。2015年ケンブリッジ大学科学史名誉教授、 トリニティ・カレッジ・ディーン。プリンストン高等研究所メロン客員教授、ルートヴィヒ・マクシミリアン大学ミュンヘン客員教授なども務めた。